# Doctor la Vista
Doctor la Vista är en ort i Mexiko.   Den ligger i kommunen Tamiahua och delstaten Veracruz, i den sydöstra delen av landet, 260 km nordost om huvudstaden Mexico City. Doctor la Vista ligger 20 meter över havet och antalet invånare är 254.
Terrängen runt Doctor la Vista är platt. Runt Doctor la Vista är det ganska glesbefolkat, med 36 invånare per kvadratkilometer. Närmaste större samhälle är Naranjos, 13,2 km väster om Doctor la Vista. Trakten runt Doctor la Vista består till största delen av jordbruksmark.